# Emilio Bobadilla
Emilio Bobadilla y Lunar (Cárdenas, 24 de julio de 1862-Biarritz, 1 de enero de 1921) fue un escritor, poeta, crítico literario y periodista hispanocubano, vinculado al naturalismo. Firmó artículos con el seudónimo de Fray Candil.

## Biografía
Con la guerra de 1868, a causa de que su padre era concejal y profesor universitario, tuvo que emprender un largo viaje migratorio en un recorrido que incluyó Baltimore, Veracruz, Madrid y otra vez La Habana. En la universidad de esta última ciudad comenzó estudios de leyes. Comenzó a colaborar en El Amigo del País. Fue director de los semanarios satíricos El Epigrama (1883) y El Carnaval (1886), donde hizo famoso el seudónimo de Fray Candil. Colaboró además en La Habana Cómica, Revista Habanera, El Museo, La Habana Elegante, Revista Cubana, El Radical, El Fígaro, La Lucha.
Viajó por Europa y vivió mucho tiempo en París y en Madrid, donde se estableció en 1887. Allí, en la Universidad Central, se graduó de doctor en Derecho Civil y Canónico (1889). Al estallar la guerra del 95 estuvo unido, en París, a los emigrados cubanos. Viajó por Holanda, Italia, Bélgica, Dinamarca, Inglaterra, Colombia, Venezuela, Puerto Rico, Panamá, Nicaragua. En Madrid, sus trabajos aparecieron en Madrid Cómico, El Liberal, El Imparcial, La Lectura, Nuestro Tiempo, La Esfera. En París colaboró en La Nouvelle Revue, La Revue Bleue, Le Figaro, La Revue de Revues, La Renaissance Latine y Le Gil Blas. Colaboró además en Athenaium, de Londres, La Prensa Libre, de Viena, y en La Estrella de Panamá.

En 1909 volvió a Cuba por dos años. Fue nombrado cónsul de Cuba en Bayona y más tarde en Biarritz. Era miembro de la Academia de Historia de Cuba y de la Academia Nacional de Artes y Letras. Dejó inéditos los libros La ciudad sin vértebras y De canal en canal, y su bosquejo cómico-serio en un acto y en prosa Don Severo el literato. Su novela A fuego lento fue traducida al francés en 1913 por Glorget. Escribió varias obras teatrales que no fueron impresas, pero sí representadas. Utilizó los seudónimos Dagoberto Mármara, Pausanias, Perfecto y otros.

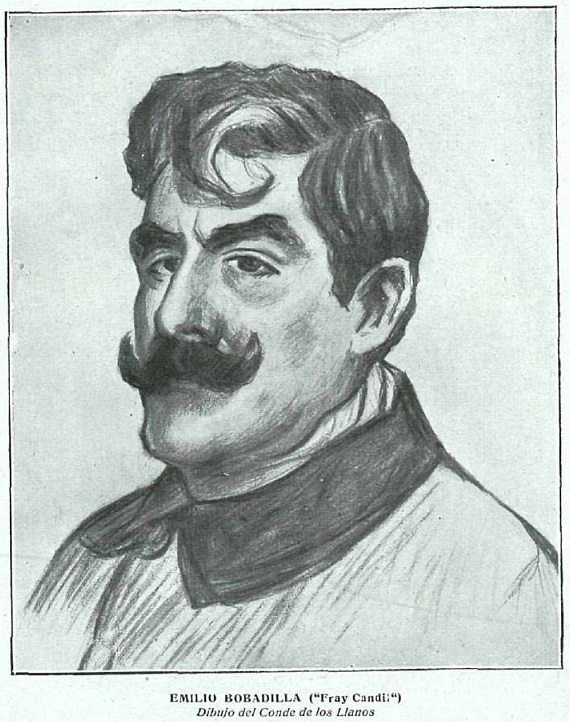
Retratado por el Conde de los Llanos (La Esfera, 1916)

De temperamento agresivo, mordaz y desenfadado, fue también muy culto y poseía un estilo muy personal, fuerte y vigoroso. Sus ataques como crítico a Aniceto Valdivia, a Enrique José Varona y a Sanguily, no nacen sino de un afrancesamiento excesivo y un poco aldeano a pesar de todo, pues sostuvo numerosas y enconadas polémicas periodísticas y se retó a duelo incluso algunas veces, una de ellas con otro crítico, el también novelista Leopoldo Alas «Clarín». El duelo fue el 21 de mayo de 1892. Según Clarín, batirse con Fray Candil «sería coser y cantar», pero el combate se suspendió cuando Bobadilla le produjo dos tajos a Alas, uno en la boca y otro en el brazo. Se cuenta que, al terminar, Bobadilla cantaba. Ante la recriminación de un asistente la respuesta de Fray Candil fue: «El pronóstico de Clarín se ha cumplido, a él lo están cosiendo, mientras yo canto». 
Como crítico fue un detractor del modernismo. Como narrador siguió los postulados del naturalismo, con el cual se avenía su talante; sin embargo, la calidad de su estilo y su poder de observación son muy superiores a los de la mayoría de los escritores de esta corriente.

## Su mejor novela
Su obra maestra como narrador es sin duda A fuego lento, Barcelona, 1903, un roman à clef fundado en experiencias autobiográficas. La primera parte de la novela transcurre en algún lugar caribeño que, bajo el despectivo nombre de Ganga, oculta en realidad la ciudad colombiana de Barranquilla, donde Emilio Bobadilla residiera algunos meses de 1898 y de donde salió peleado con todo el mundillo literario. Su posterior expulsión del país por el presidente José Manuel Marroquín (1827-1908) no contribuyó precisamente a apaciguar su ánimo, de ahí que respondiera a los ataques como mejor sabía: escribiendo. 
El cuadro que traza es esperpéntico y Bobadilla, enrolado en el positivismo naturalista, no desperdicia la ocasión para resaltar irónicamente todo lo que ve. A fin del siglo XIX Barranquilla había pasado a ser vertiginosamente de un pobre asentamiento ribereño a puerto principal de Colombia. Pese al analfabetismo, las revoluciones y el ir y venir de las facciones políticas, para los exaltados locales merecía calificativos altisonantes como "La Nueva York de Colombia", "La Nueva Barcelona", "La Nueva Alejandría". Tenía varios cines, e incluso las compañías de ópera italianas y las de teatro españolas se presentaban allí antes de emprender giras al interior del país. A ese lugar azotado por aguaceros prodigiosos y pegajosos calores tropicales llega el doctor Eustaquio Baranda, un exiliado dominicano que ha estudiado medicina en París. Como proviene de una civilización refinada resulta atractivo para las notabilidades locales, las mismas que no tardan en buscar su caída despechadas por su aparente frialdad y por el hecho de que el doctor ha conquistado los favores de Alicia, una atractiva y sensual mestiza apetecida por uno de los prohombres lugareños. Esta circunstancia lo obliga a volverse a París –con Alicia–, donde transcurren la segunda y tercera parte. Allí los excesos tropicales se transforman en explosiones ocultas: el apetito social de Alicia –exaltado por el dinero y las joyas y bajo la influencia provinciana y de mal gusto de los antiguos conocidos de Ganga, también emigrados a París– frustran el deseo del doctor de ser un parisino más, lo que termina por enfermarlo y provocar su muerte a pesar de la presencia balsámica de "la otra", una francesa fina, culta, delicada y distinguida a la que el doctor Baranda renuncia por no tener el valor de separarse de Alicia. Así muere "a fuego lento", y de ahí el título de la novela.

## Valoración
La pluma de Bobadilla es ágil y movida, y hace hincapié en la descripción tragicómica —muy rara en 1903 entre los escritores latinoamericanos— de las extravagancias de un paisaje sumido en soles y humedad que todo lo corrompen. El deseo carnal se respira constantemente y la piel de los personajes exuda una indisimulable barbarie tropical precursora de la narrativa latinoamericana moderna. Escribió sobre todo crítica literaria, artículos de prensa y poesía.

## Obras

### Verso
- Sal y Pimienta, (colección de epigramas) por Dagoberto Mármara (seud.), 1881.
- Relámpagos, poesías, La Habana, 1884.
- Mostaza, epigramas, 1885.
- Fiebres, poesías, Madrid, 1889.
- Vórtice, poesías, 1902.
- Rojeces de Marte, (poemas), 1921.
- Selección de poemas, 1962.

### Crítica literaria
- Capirotazos, sátira y crítica, 1890.
- Críticas instantáneas, 1891.
- Triquitraques, 1892.
- Solfeo, 1894.
- La vida intelectual I. Batiburrillo. 1895 (crítica literaria)
- Escaramuzas, sátiras y críticas, Madrid, 1898.
- Grafómanos de América, 1902, dos tomos.
- Al través de mis nervios, crítica, 1903.
- Sintiéndome vivir. Salidas de tono. Madrid, 1906.
- Muecas. Críticas y sátiras, París, 1908.
- Crítica y sátira, 1964.

### Narrativa
- Novelas en germen, 1900.
- A fuego lento, novela, Barcelona, 1903.
- En la noche dormida, novela erótica, Madrid, 1913.
- En pos de la paz. Pequeñeces de la vida diaria, novela, Madrid, 1917.

### Libros de viajes y crónicas
- Viajando por España. Madrid, 1912.
- Bulevar arriba, bulevar abajo (Psicología al vuelo), 1911.

### Artículos periodísticos
- Reflejos de Fray Candil, La Habana, 1886.
- Con la capucha vuelta, crónicas, París, 1909.
- Artículos periodísticos de Emilio Bobadilla, 1952.